# Kevin Behrens
Kevin Behrens (sinh ngày 3 tháng 2 năm 1991) là một cầu thủ bóng đá chuyên nghiệp người Đức thi đấu ở vị trí tiền đạo cho câu lạc bộ Union Berlin tại Bundesliga và đội tuyển bóng đá quốc gia Đức.